# Джон Краєр
Джон Краєр (англ. Jon Cryer; 16 квітня 1965) — американський актор.

## Вибіркова фільмографія
| Рік       |   | Українська назва           | Оригінальна назва                | Роль                     |
| --------- | - | -------------------------- | -------------------------------- | ------------------------ |
| 1984      | ф | Велике почуття             | No Small Affair                  | Чарльз Каммінґз          |
| 1985      | ф |                            | O.C. and Stiggs                  | Рендалл Шваб мл.         |
| 1986      | ф | Красуня у рожевому         | Pretty in Pink                   | Філіпп «Дакі» Дейл       |
| 1987      | ф | Супермен 4: У пошуках миру | Superman IV: The Quest for Peace | Ленні                    |
| 1987      | ф | Чуваки                     | Dudes                            | Грант                    |
| 1989      | ф |                            | Penn & Teller Get Killed         | багатій                  |
| 1991      | ф | Гарячі голови              | Hot Shots!                       | Джим «Відстій» Фаффенбах |
| 1993      | ф |                            | The Waiter                       | Томмі Каздан             |
| 1994      | ф |                            | Heads                            | Гай Франклін             |
| 2009      | ф | Зберігай спокій            | Stay Cool                        | Хав'єр                   |
| 2010      | ф | Встигнути до               | Due Date                         | Алан Гарпер              |
| 2013      | ф | Дуринди                    | Ass Backwards                    | Дін                      |
| 2003—2015 | с | Два з половиною чоловіки   | Two and a Half Men               | Алан Гарпер              |
| 2019      | с | Супердівчина               | Supergirl                        | Лекс Лютор               |